# Miroslav Venhoda
Miroslav Venhoda (* 18. April 1915 in Moravské Budějovice; † 7. Mai 1987 in Prag) war ein tschechischer Chordirigent.
Venhoda hatte während seiner Schulzeit an der Musikschule seiner Heimatstadt Unterricht bei Anna Blatná. Ab 1930 wirkte er als Organist, im Folgejahr sammelte er seine ersten Erfahrungen als Chordirigent mit einem Studentenchor. 1934 begann er an der Philosophischen Fakultät der Karls-Universität Prag ein Studium der tschechischen Sprache, das er 1938 beendete. Parallel besuchte er musikwissenschaftliche Vorlesungen bei Zdeněk Nejedlý, Josef Hutter, Metod Doležil und Josef Bohuslav Foerster.
In den Jahren 1938 und 1939 setzte Venhoda seine Ausbildung am Pontificio Instituto di Musica Sacra in Rom fort. Nach dessen Vorbild gründete er nach seiner Rückkehr nach Prag die Schola Cantorum, mit der er bis zu deren Zwangsauflösung 1950 mehr als einhundert Konzerte gab und mehrere Tourneen unternahm. Daneben unterrichtete er Musik u. a. am Prager Lehrerinstitut und wirkte als Organist und Chorleiter an der Kirche des Dominikanerklosters Ägidius von St. Gilles (1940–45) und der Klosterkirche Mariä Himmelfahrt des Klosters Strahov (1946–50). 1946 veröffentlichte er das Lehrbuch Úvod do studia gregoriánského chorálu (Einführung in das Studium des Gregorianischen Chorals).
Nach der Zwangsauflösung der Schola Cantorum 1950 arbeitete Venhoda zunächst auf einem Schrottplatz, bis ihm der Leiter der Gramofonové závody, Jaroslav Šeda, eine Stelle als Musikredakteur beschaffte, die er bis 1967 innehatte. 1954 wurde er Leiter des Kinderchores des Prager Gesangvereins Hlahol, im Folgejahr Leiter des Glagolithischen Kammerchores. 1957 gab er die Leitung des Kinderchores ab und wurde als Nachfolgers seines Lehrers Doležil Leiter der Pěvecké sdružení pražských učitelů (Chorvereinigung der Prager Lehrer), mit der er ein Jahr zusammenarbeitete. In dieser Zeit komponierte Bohuslav Martinů das Stück Zbojnící für den Chor.
1956 gründete Venhoda die Noví pěvci madrigalů a komorní hudby, aus denen die Pražští madrigalisté (Prager Madrigalisten), ein Doppelquartett aus Sängern und Instrumentalisten, hervorging. Mit dem erfolgreichen Ensemble unternahm er Tourneen durch die Tschechoslowakei und darüber hinaus, und für die Auftritte im Treppenhaus des Nationalmuseums erhielt es den Preis der Stadt Prag. Die Teilnahme am Josquin-des-Prés-Wettbewerb 1971 brachte dem Ensemble Einladungen zu zwei (erfolgreichen) Konzerttourneen durch die USA. 
Nach dem Ausscheiden bei den Prager Madrigalisten gründete Venhoda den Společnost pro starou hudbu (Gesellschaft für Alte Musik), eine Vereinigung, die Musikamateure in die Theorie und Praxis der Alten Musik einführte und zu diesem Zweck jährliche Sommerseminare durchführte. Während der Vorbereitung zum dritten dieser Seminarzyklen 1987 kam Venhoda bei einem Autounfall ums Leben. Zu seinem 80. Geburtstag 1995 wurde er mit einem Konzert der Prager Madrigalisten auf den Stufen des Prager Nationalmuseums geehrt.